# Liste des maires d'Ivry-sur-Seine

## Liste
| Période          | Période                       | Identité                               | Étiquette | Qualité |
| ---------------- | ----------------------------- | -------------------------------------- | --------- | --- |
| 1790             | 1791                          | Jean-Pierre Le Roy                     |           | Fermier, ancien marguillier de la fabrique d'Ivry. |
| 1791             | 1793                          | Jacques Honfroy                        |           | Menuisier |
| 1793             | 1795                          | Antoine Jean-Baptiste Renoult          |           | Laboureur |
| 1795             | 1795                          | Antoine Le Roy                         |           | |
| 1795             | 1796                          | Jean-Baptiste Moutié                   |           | |
| 1796             | 1797                          | Antoine Willon                         |           | Adjoint municipal |
| 1797             | 1799                          | Nicolas Appert                         |           | Adjoint municipal |
| 1799             | 1800                          | Jean-Baptiste Bourdillat               |           | Adjoint municipal |
| 1800             | 1815                          | Henri Luisette                         |           | |
| 1815             | 1819                          | Alexis Devaux d'Hugueville             |           | |
| 1819             | 1825                          | Thomas de Bettancourt                  |           | |
| 1825             | 1830                          | Laurent Archambault                    |           | |
| 1830             | 1831                          | Pierre Georges Honfroy                 |           | |
| 1831             | 1831                          | Anatole Petit                          |           | |
| 1831             | 1834                          | Pierre Georges Honfroy                 |           | |
| 1836             | 1854                          | Noël Gabriel Picard                    |           | Marchand de bois et industriel à « La Gare ». |
| 1854             | 1869                          | Armand Aristide Picard                 |           | |
| 1869             | 1870                          | Jean-Baptiste Luys                     |           | |
| 1870             | 1874                          | Pierre-Philibert Pompée (1809-1874)    |           | Directeur d'une institution éducative Conseiller général de la Seine |
| 1874             | 1876                          | Jean-Baptiste Liénard                  |           | |
| 1876             | 1878                          | Henri J. Jousseaume                    |           | |
| 1878             | 1879                          | Gabriel Poinat                         |           | ancien chef de bataillon au 11e Régiment de la Garde Nationale mobilisée en 1870-1871, enterré au Père Lachaise (division 46, sous un buste de F.A. Charodeau)                 |
| 1879             | 1888                          | Louis Lévêque                          | Rad.      | Horticulteur Conseiller général (1887-1904) |
| 1888             | 1892                          | Émile Bruyer                           |           | |
| 1892             | 1892                          | Médard Burgard                         |           | Ancien inspecteur au contrôle des chemins de fer. Ancien député du Haut-Rhin.                                                                                                  |
| 1893             | 1896                          | Émile Bruyer                           |           | |
| 1896             | 1908                          | François-Ferdinand Roussel (1839-1914) | POF SFIO  | Ouvrier puis artisan tailleur d'habits |
| 1908             | 1913                          | Jules Coutant                          | SFIO      | Ouvrier mécanicien Député |
| 1913             | 1914                          | Georges Maillet (1876-1938)            | PRS       | Employé d'octroi |
| 1914             | 1916                          | Théodore Davoine                       |           | |
| 1916             | 1919                          | Georges Maillet                        | PRS       | |
| 1919             | 1925                          | Léon Bourdeau                          | PR        | Industriel |
| 1925             | 1939                          | Georges Marrane                        | PCF       | Mécanicien-horloger, |
| 1939             | 1944                          | Henri Jacquelin                        |           | Régisseur de la Bourse du travail de Paris Président de la délégation spéciale en octobre 1939 Nommé par le Gouvernement de Vichy en 1941                                      |
| 1944             | 1944                          | Georges Marrane                        | PCF       | Élu par le Comité local de la Libération |
| 1944             | 1945                          | Venise Gosnat (1887-1970)              | PCF       | Forgeron aux établissements militaires de Bourges puis concierge d’HBM à Ivry                                                                                                  |
| mai 1945         | mars 1965                     | Georges Marrane                        | PCF       | Mécanicien-horloger Conseiller général d'Ivry-sur-Seine-Ouest (1925 → 1940 et 1945 → 1965) Sénateur de la Seine (1946 → 1956) Ministre (1946) Député de la Seine (1956 → 1958) |
| mars 1965        | décembre 1998                 | Jacques Laloë (1930-2020),             | PCF       | Ouvrier tourneur Conseiller général d'Ivry-sur-Seine-Ouest (1967 → 1973) Démissionnaire                                                                                        |
| 12 décembre 1998 | 25 janvier 2015,              | Pierre Gosnat                          | PCF       | Fonctionnaire Député du Val-de-Marne (2007 → 2012) Président de la CA Seine Amont (2014 → 2015) Décédé en fonction                                                             |
| 7 février 2015,  | En cours (au 28 janvier 2020) | Philippe Bouyssou                      | PCF       | Agent hospitalier |

## Pour approfondir